# عبد الرحمان إبرير
عبد الرحمان إبرير (بالفرنسية: Abderrahman Ibrir)‏ لاعب ومدرب كرة قدم جزائري ولد في 10 نوفمبر 1919 بمدينة دلس وتوفي في 18 فبراير 1988. كان ابرير يشغل مركز حارس مرمى.
لعب لنوادي التالية:
- أولمبيك مارسيليا من 1951 إلى 1954.
- نادي تولوز من 1947 إلى 1951
- نادي بوردو من 1946 إلى 1947

لبى نداء جبهة التحرير الوطني الجزائرية والتحق بفريقها لكرة القدم في 1958. بعد الاستقلال أشرف على تدريب منتخب الجزائر لكرة القدم لعدة أشهر.
حصل مع فريق مولودية الجزائر على لقب بطل الجزائر لكرة القدم لمرتين (في 1977-1978 و 1978-1979).

## مسيرته الكروية
لعب عبد الرحمان إبرير خلال مسيرته الاحترافية مع 3 أندية في سبعة مواسم ولم يسجل خلالها أي هدف ضمن 183 مباراة. ولم يفز بأي موسم بالكأس أو بالدوري.
خاض عبد الرحمان إبرير مسيرته مع نادي جيروندان بوردو في موسم 1946–47 لمدة موسم واحد، مشاركًا في 19 مباراة ولم يسجل أي هدف. ثم انتقل إلى نادي تولوز في موسم 1947–48 ليلعب معه أربعة مواسم، حيث شارك في 133 مباراة ولم يسجل أي هدف أيضًا. لينتقل بعدها إلى نادي أولمبيك مارسيليا في موسم 1951–52 ولمدة موسمين، مشاركًا في 31 مباراة ولم يسجل أي هدف أيضًا.

## روابط خارجية
- عبد الرحمان إبرير على موقع قاعدة بيانات كرة القدم.إي يو (الإنجليزية)
- عبد الرحمان إبرير على موقع ناشيونال فوتبول تيمز (الإنجليزية)